# Élections législatives de 2007 dans les Pyrénées-Atlantiques
Les élections législatives françaises de 2007 se déroulent les 10 et 17 juin 2007. Dans le département des Pyrénées-Atlantiques, six députés sont à élire dans le cadre de six circonscriptions.

## Élus
| Circonscription | Député sortant                                  | Parti | Parti | Député élu ou réélu      | Parti | Parti     |
| --------------- | ----------------------------------------------- | ----- | ----- | ------------------------ | ----- | --------- |
| 1re             | Martine Lignières-Cassou                        |       | PS    | Martine Lignières-Cassou |       | PS        |
| 2e              | François Bayrou                                 |       | UDF   | François Bayrou          |       | UDF–MoDem |
| 3e              | David Habib                                     |       | PS    | David Habib              |       | PS        |
| 4e              | Jean Lassalle                                   |       | UDF   | Jean Lassalle            |       | UDF–MoDem |
| 5e              | Jean Grenet                                     |       | UMP   | Jean Grenet              |       | UMP       |
| 6e              | Daniel Poulou suppléant de Michèle Alliot-Marie |       | UMP   | Michèle Alliot-Marie     |       | UMP       |

## Résultats

### Résultats à l'échelle du département
| Parti                                                    | Parti                                 | Premier tour | Premier tour | Second tour | Second tour | Sièges |
| Parti                                                    | Parti                                 | Voix         | %            | Voix        | %           | Sièges |
| -------------------------------------------------------- | ------------------------------------- | ------------ | ------------ | ----------- | ----------- | ------ |
|                                                          | Union pour un mouvement populaire     | 108 177      | 35,38        | 112 977     | 38,62       | 2      |
|                                                          | Mouvement pour la France              | 873          | 0,29         |             |             | 0      |
|                                                          | Divers droite                         | 151          | 0,05         | 0           |             |        |
|                                                          | Majorité présidentielle               | 109 201      | 35,72        | 112 977     | 38,62       | 2      |
|                                                          |                                       |              |              |             |             |        |
|                                                          | Parti socialiste                      | 86 868       | 28,41        | 131 107     | 44,81       | 2      |
|                                                          | Parti communiste français             | 8 388        | 2,74         |             |             | 0      |
|                                                          | Les Verts                             | 7 651        | 2,50         | 0           |             |        |
|                                                          | Gauche parlementaire                  | 102 907      | 33,66        | 131 107     | 44,81       | 2      |
|                                                          |                                       |              |              |             |             |        |
|                                                          | UDF–Mouvement démocrate               | 59 318       | 19,40        | 48 480      | 16,57       | 2      |
|                                                          | Régionaliste                          | 10 781       | 3,53         |             |             | 0      |
|                                                          | Extrême gauche dont LCR et LO         | 7 940        | 2,60         | 0           |             |        |
|                                                          | Front national                        | 6 511        | 2,13         | 0           |             |        |
|                                                          | Chasse, pêche, nature et traditions   | 5 220        | 1,71         | 0           |             |        |
|                                                          | Divers                                | 2 379        | 0,78         | 0           |             |        |
|                                                          | Divers écologiste dont LT-LNÉ et MHAN | 1 479        | 0,48         | 0           |             |        |
|                                                          |                                       |              |              |             |             |        |
| Inscrits                                                 | Inscrits                              | 477 941      | 100,00       | 477 851     | 100,00      | 6      |
| Abstentions                                              | Abstentions                           | 167 588      | 35,06        | 171 826     | 35,96       |        |
| Votants                                                  | Votants                               | 310 353      | 64,94        | 306 025     | 64,04       |        |
| Blancs et nuls                                           | Blancs et nuls                        | 4 617        | 1,49         | 13 461      | 4,4         |        |
| Exprimés                                                 | Exprimés                              | 305 736      | 98,51        | 292 564     | 95,6        |        |
| Source : Ministère de l'Intérieur - Pyrénées-Atlantiques |                                       |              |              |             |             |        |

### Résultats par circonscription

#### Première circonscription (Pau-Centre)
| Candidat       | Candidat                                 | Parti               | Premier tour | Premier tour | Second tour | Second tour |  |
| Candidat       | Candidat                                 | Parti               | Voix         | %            | Voix        | %           |  |
| -------------- | ---------------------------------------- | ------------------- | ------------ | ------------ | ----------- | ----------- |  |
|                | Martine Lignières-Cassou sortante réélue | PS                  | 15 502       | 36,01        | 23 728      | 55,52       |  |
|                | Bernard Layre                            | UMP                 | 14 752       | 34,27        | 19 012      | 44,48       |  |
|                | Philippe Arraou                          | UDF–MoDem           | 6 888        | 16           |             |             |  |
|                | Bernard Laclau-Lacrouts                  | Les Verts           | 1 311        | 3,05         |             |             |  |
|                | Jacques Henriot                          | FN                  | 1 199        | 2,79         |             |             |  |
|                | Danielle Raucoules                       | PCF                 | 882          | 2,05         |             |             |  |
|                | Alain Garcia                             | LCR                 | 798          | 1,85         |             |             |  |
|                | Sylvia Benoist-Heurtebize                | MPF                 | 507          | 1,18         |             |             |  |
|                | Frédéric Pi                              | Extrême gauche (GA) | 387          | 0,9          |             |             |  |
|                | Michèle Boucau                           | CPNT                | 363          | 0,84         |             |             |  |
|                | Dominique Mialocq                        | Divers              | 293          | 0,68         |             |             |  |
|                | Antoine Missier                          | LO                  | 170          | 0,39         |             |             |  |
|                |                                          |                     |              |              |             |             |  |
| Inscrits       | Inscrits                                 | Inscrits            | 68 553       | 100,00       | 68 348      | 100,00      |  |
| Abstentions    | Abstentions                              | Abstentions         | 24 857       | 36,26        | 24 182      | 35,38       |  |
| Votants        | Votants                                  | Votants             | 43 696       | 63,74        | 44 166      | 64,62       |  |
| Blancs et nuls | Blancs et nuls                           | Blancs et nuls      | 644          | 1,47         | 1 426       | 3,23        |  |
| Exprimés       | Exprimés                                 | Exprimés            | 43 052       | 98,53        | 42 740      | 96,77       |  |

#### Deuxième circonscription (Pau-Est)
| Candidat       | Candidat                      | Parti               | Premier tour | Premier tour | Second tour | Second tour |  |
| Candidat       | Candidat                      | Parti               | Voix         | %            | Voix        | %           |  |
| -------------- | ----------------------------- | ------------------- | ------------ | ------------ | ----------- | ----------- |  |
|                | François Bayrou sortant réélu | UDF–MoDem           | 18 250       | 37,25        | 25 677      | 61,21       |  |
|                | Jean-Pierre Marine            | UMP                 | 12 696       | 25,92        | Retrait     | Retrait     |  |
|                | Marie-Pierre Cabanne          | PS                  | 11 423       | 23,32        | 16 273      | 38,79       |  |
|                | Frédéric Nihous               | CPNT                | 1 173        | 2,39         |             |             |  |
|                | Nicole Juyoux                 | Les Verts           | 1 155        | 2,36         |             |             |  |
|                | Michèle Darricarrère          | FN                  | 1 120        | 2,29         |             |             |  |
|                | Claire Rey                    | PCF                 | 939          | 1,92         |             |             |  |
|                | Bruno Bajou                   | LCR                 | 834          | 1,7          |             |             |  |
|                | Roger Falliex                 | MPF                 | 366          | 0,75         |             |             |  |
|                | Pierre Arrabie-Aubies         | Extrême gauche (GA) | 365          | 0,75         |             |             |  |
|                | Karine Zebda                  | Divers              | 274          | 0,56         |             |             |  |
|                | Alain Pécassou                | Divers              | 224          | 0,46         |             |             |  |
|                | Frédéric Steinbauer           | LO                  | 161          | 0,33         |             |             |  |
|                | Marc Vercoutère               | Divers              | 7            | 0,01         |             |             |  |
|                |                               |                     |              |              |             |             |  |
| Inscrits       | Inscrits                      | Inscrits            | 74 315       | 100,00       | 74 311      | 100,00      |  |
| Abstentions    | Abstentions                   | Abstentions         | 24 689       | 33,22        | 27 687      | 37,26       |  |
| Votants        | Votants                       | Votants             | 49 626       | 66,78        | 46 624      | 62,74       |  |
| Blancs et nuls | Blancs et nuls                | Blancs et nuls      | 639          | 1,29         | 4 674       | 10,02       |  |
| Exprimés       | Exprimés                      | Exprimés            | 48 987       | 98,71        | 41 950      | 89,98       |  |

#### Troisième circonscription (Orthez)
| Candidat       | Candidat                  | Parti          | Premier tour | Premier tour | Second tour | Second tour |  |
| Candidat       | Candidat                  | Parti          | Voix         | %            | Voix        | %           |  |
| -------------- | ------------------------- | -------------- | ------------ | ------------ | ----------- | ----------- |  |
|                | David Habib sortant réélu | PS             | 23 804       | 44,56        | 32 457      | 62,5        |  |
|                | Laurence Sailliet         | UMP            | 14 714       | 27,55        | 19 471      | 37,5        |  |
|                | Chantal Petriat           | UDF–MoDem      | 7 874        | 14,74        |             |             |  |
|                | Hervé Cabannes            | PCF            | 1 303        | 2,44         |             |             |  |
|                | Jean Buessard             | FN             | 1 256        | 2,35         |             |             |  |
|                | Alain Mallet              | Les Verts      | 1 196        | 2,24         |             |             |  |
|                | Jean-Marie Soubies        | CPNT           | 1 072        | 2,01         |             |             |  |
|                | Marianne Ligou            | LCR            | 986          | 1,85         |             |             |  |
|                | Philippe Gastambide       | MHAN           | 467          | 0,87         |             |             |  |
|                | Régine Pointet            | Divers         | 455          | 0,85         |             |             |  |
|                | Christian Marty           | LO             | 289          | 0,54         |             |             |  |
|                |                           |                |              |              |             |             |  |
| Inscrits       | Inscrits                  | Inscrits       | 80 189       | 100,00       | 80 211      | 100,00      |  |
| Abstentions    | Abstentions               | Abstentions    | 25 795       | 32,17        | 26 306      | 32,8        |  |
| Votants        | Votants                   | Votants        | 54 394       | 67,83        | 53 905      | 67,2        |  |
| Blancs et nuls | Blancs et nuls            | Blancs et nuls | 978          | 1,8          | 1 977       | 3,67        |  |
| Exprimés       | Exprimés                  | Exprimés       | 53 416       | 98,2         | 51 928      | 96,33       |  |

#### Quatrième circonscription (Oloron-Sainte-Marie)
| Candidat       | Candidat                    | Parti              | Premier tour | Premier tour | Second tour | Second tour |  |
| Candidat       | Candidat                    | Parti              | Voix         | %            | Voix        | %           |  |
| -------------- | --------------------------- | ------------------ | ------------ | ------------ | ----------- | ----------- |  |
|                | Hervé Lucbereilh            | UMP                | 17 009       | 31,36        | 18 997      | 33,65       |  |
|                | Jean Lassalle sortant réélu | UDF–MoDem          | 16 020       | 29,54        | 22 803      | 40,39       |  |
|                | Jean-Pierre Domecq          | PS                 | 10 773       | 19,86        | 14 657      | 25,96       |  |
|                | Marie-Léonie Aguergaray     | Régionaliste (EHB) | 3 430        | 6,32         |             |             |  |
|                | Louis Labadot               | PCF                | 2 367        | 4,36         |             |             |  |
|                | Bernard Sicre               | CPNT               | 1 191        | 2,20         |             |             |  |
|                | Jenofa Cuisset              | Les Verts          | 1 063        | 1,96         |             |             |  |
|                | Jean Haïra                  | LCR                | 832          | 1,53         |             |             |  |
|                | Hélène Barbace              | FN                 | 606          | 1,12         |             |             |  |
|                | Jean-Marie Puyau            | Divers             | 303          | 0,56         |             |             |  |
|                | Jean-Claude Laborde         | MHAN               | 298          | 0,55         |             |             |  |
|                | Berthe Ratsimba             | LO                 | 218          | 0,40         |             |             |  |
|                | Thierry Richard             | Divers             | 127          | 0,23         |             |             |  |
|                |                             |                    |              |              |             |             |  |
| Inscrits       | Inscrits                    | Inscrits           | 80 284       | 100,00       | 80 289      | 100,00      |  |
| Abstentions    | Abstentions                 | Abstentions        | 25 128       | 31,3         | 22 528      | 28,06       |  |
| Votants        | Votants                     | Votants            | 55 156       | 68,7         | 57 761      | 71,94       |  |
| Blancs et nuls | Blancs et nuls              | Blancs et nuls     | 919          | 1,67         | 1 304       | 2,26        |  |
| Exprimés       | Exprimés                    | Exprimés           | 54 237       | 98,33        | 56 457      | 97,74       |  |

#### Cinquième circonscription (Bayonne)
| Candidat       | Candidat                   | Parti              | Premier tour | Premier tour | Second tour | Second tour |  |
| Candidat       | Candidat                   | Parti              | Voix         | %            | Voix        | %           |  |
| -------------- | -------------------------- | ------------------ | ------------ | ------------ | ----------- | ----------- |  |
|                | Jean Grenet sortant réélu  | UMP                | 21 570       | 43,21        | 25 037      | 52,93       |  |
|                | Jean Espilondo             | PS                 | 13 799       | 27,65        | 22 266      | 47,07       |  |
|                | Marie-Hélène Chabaud-Nadin | UDF–MoDem          | 4 919        | 9,85         |             |             |  |
|                | Miguel Torre               | Régionaliste (EHB) | 2 247        | 4,5          |             |             |  |
|                | Martine Bisauta            | Les Verts          | 1 780        | 3,57         |             |             |  |
|                | Marie-José Espiaube        | PCF                | 1 774        | 3,55         |             |             |  |
|                | Martine Mailfert           | LCR                | 1 180        | 2,36         |             |             |  |
|                | Chantal Renou              | FN                 | 1 163        | 2,33         |             |             |  |
|                | Guy Eneco                  | CPNT               | 717          | 1,44         |             |             |  |
|                | Gildas Blandin             | Divers             | 348          | 0,7          |             |             |  |
|                | Danièle Hubert             | LO                 | 266          | 0,53         |             |             |  |
|                | Pascal Lesellier           | DLR                | 151          | 0,3          |             |             |  |
|                |                            |                    |              |              |             |             |  |
| Inscrits       | Inscrits                   | Inscrits           | 82 921       | 100,00       | 82 914      | 100,00      |  |
| Abstentions    | Abstentions                | Abstentions        | 32 308       | 38,96        | 33 633      | 40,56       |  |
| Votants        | Votants                    | Votants            | 50 613       | 61,04        | 49 281      | 59,44       |  |
| Blancs et nuls | Blancs et nuls             | Blancs et nuls     | 699          | 1,38         | 1 978       | 4,01        |  |
| Exprimés       | Exprimés                   | Exprimés           | 49 914       | 98,62        | 47 303      | 95,99       |  |

#### Sixième circonscription (Biarritz)
| Candidat       | Candidat                             | Parti              | Premier tour | Premier tour | Second tour | Second tour |  |
| Candidat       | Candidat                             | Parti              | Voix         | %            | Voix        | %           |  |
| -------------- | ------------------------------------ | ------------------ | ------------ | ------------ | ----------- | ----------- |  |
|                | Michèle Alliot-Marie sortante réélue | UMP                | 27 436       | 48,88        | 30 460      | 58,37       |  |
|                | Sylviane Alaux                       | PS                 | 11 567       | 20,61        | 21 726      | 41,63       |  |
|                | Roland Machenaud                     | UDF–MoDem          | 5 367        | 9,56         |             |             |  |
|                | Benat Elizondo                       | Régionaliste (EHB) | 5 104        | 9,09         |             |             |  |
|                | Christine Labrousse                  | LCR                | 1 172        | 2,09         |             |             |  |
|                | Henri Chevrat                        | FN                 | 1 167        | 2,08         |             |             |  |
|                | Marie Felices                        | Les Verts          | 1 146        | 2,04         |             |             |  |
|                | Pierre Batby                         | PCF                | 1 123        | 2            |             |             |  |
|                | Michel Aguilera                      | LT-LNÉ             | 714          | 1,27         |             |             |  |
|                | Pascale Pierret                      | CPNT               | 704          | 1,25         |             |             |  |
|                | Jacqueline Desoutter                 | Divers             | 348          | 0,62         |             |             |  |
|                | Michèle Noulibos                     | LO                 | 282          | 0,5          |             |             |  |
|                |                                      |                    |              |              |             |             |  |
| Inscrits       | Inscrits                             | Inscrits           | 91 679       | 100,00       | 91 778      | 100,00      |  |
| Abstentions    | Abstentions                          | Abstentions        | 34 811       | 37,97        | 37 490      | 40,85       |  |
| Votants        | Votants                              | Votants            | 56 868       | 62,03        | 54 288      | 59,15       |  |
| Blancs et nuls | Blancs et nuls                       | Blancs et nuls     | 738          | 1,3          | 2 102       | 3,87        |  |
| Exprimés       | Exprimés                             | Exprimés           | 56 130       | 98,7         | 52 186      | 96,13       |  |